# Selluy
Celluy o Selluy (antiguamente en catalán llamado Sersui) (en catalán y oficialmente Sellui) es un pueblo situado en el sector NO del municipio de Bajo Pallars, en el sur de la comarca catalana del Pallars Sobirá. Está ubicado en el valle de Ancs, entre este pueblo y Balastuy, a la derecha del río y junto al barranco de Campollongs. Su situación al abrigo de una alta peña hace que las casas se integren con la montaña, adquiriendo el núcleo gran pendiente.
Al pueblo se puede acceder por la carretera local que parte de la N-260 a la altura del Comte, y que también lo comunica con la vecina Vall Fosca a través de la collada de San Quiri. Otra vía de acceso es bajando por una pista desde Bretui, en la zona del Pla de Corts.
En 1953 se firmó el decreto por el cual se constituía Sellui como una entidad local menor, figura jurídica que en Cataluña recibe el nombre de entidad municipal descentralizada. Hasta 1969 perteneció al antiguo municipio de Montcortés de Pallars. En 2013 tenía 16 habitantes.

## Santa Coloma de Selluy
Situado en la misma población, se trata de un templo de una sola nave, con un ábside integrado en el conjunto, sin destacar, Del ángulo superior izquierdo de la fachada sobresale la celda del campanario, de planta cuadrada. Aunque reconstruido en época moderna, está en mal estado de conservación.
La existencia de Santa Coloma de Sersui, nombre con que se la conoció en otros tiempos, ya está documentada en el siglo X, por una donación hecha al monasterio de Gerri. En la bula del papa Alejandro III (1164) a favor de dicho monasterio, 
se confirman como posesión del cenobio todas las iglesias de Sersui.
Esta iglesia, como sufragánea de Santa Cecilia de Ancs, depende de la parroquia de Gerri de la Sal.

## Castillo de Sersui
Las primeras referencias documentales de este castillo son de comienzos del siglo XII. En su interior se encontraba la iglesia de Sant Pere, posesión del monasterio de Gerri por donación de la familia propietaria del mismo. El castillo se encontraba sobre una colina dominando el pueblo, no 
quedando ya ningún vestigio de él allí.

## Otros lugares de interés
En los alrededores de la población se pueden encontrar las ruinas de otros dos edificios religiosos antiguos. Uno, del cual se dice que podría haber sido un antiguo monasterio, tiene forma de torre cuadrada, de amplia base. El otro es la antigua capilla románica de Sant Andreu.

### Sant Andreu de Sellui
Las ruinas de esta iglesia románica se encuentran aproximadamente a 1 km al N de la población, al otro lado del río. Se trataba de una construcción de planta rectangular de unos 5 m de ancho y casi 12 m de largo, con un ábside semicircular en el extremo oriental. En el muro lateral S y por su lado interior se abren diversas fornículas del mismo tamaño y alineadas todas ellas.
Es difícil precisar una fecha para su construcción, aunque por su factura podría atribuírsele al siglo XI. La única mención documental que se conoce aparece en la bula papal de 1164, donde se la menciona como posesión del monasterio benedictino de Gerri.

## Selluy en el Madoz
Selluy aparece citado en el Diccionario geográfico-estadístico-histórico de España y sus posesiones de Ultramar, obra de Pascual Madoz. Por su gran interés documental e histórico, se transcribe a continuación dicho artículo sin abreviaturas y respetando la grafía original. 

CELLUY ó SELLUY: 1ugar con alcalde en la provincia de Lérida (24 horas), partido judicial de Sort (4), audiencia territorial y capitania general de Cataluña (Barcelona 46), diócesis de Urgel (11),  abadiato de Gerri: SITUADO á la derecha del barranco que viene 
de Anchs, á la falda del monte Sarraspina, al fondo de su pendiente que muere al Este y Oeste del citado barranco. Le combaten los vientos de Norte y Este, y el CLIMA frio, produce inflamaciones. Tiene 7 CASAS y la iglesia (Santa Coloma), es aneja de la parroquia de Anchs, cuyo cura la sirve: á ¼ de hora del pueblo, en dirección S. en un pequeño llano inmediato al mencionado barranco arriba nombrado, hay una capilla circundada de montes, en la que se venera la referida Santa. El TÉRMINO confina Norte con Mencuy y Anchs (1 legua); Este Balastuy; Sur Bretuy á ¼ de cada uno, y Oeste Amball á igual distancia que el primero: se encuentran varias fuentes naturales, de aguas fuertes y de buena calidad. El 
TERRENO en general es montañoso y pedregoso, no habiendo en todo él otra montaña notable que la espresada de Sarraspina al Oeste. Los CAMINOS conducen á los pueblos limítrofes, y están en muy mal estado. El CORREO lo reciben los mismos interesados en la estafeta de Gerri los miércoles y sábados, á las seis de la tarde, 
saliendo en iguales dias á las tres de la madrugada. PRODUCTOS: centeno, patatas, legumbres, alguna fruta, hortaliza y yerba de pastos: se cria un poco de ganado lanar, y hay caza de conejos, perdices y liebres. POBLACIÓN: 12 vecinos, 72 almas. 
CAPITAL IMPONIBLE: 12 339 reales. CONTRIBUCION: el 14,28 por 100 de esta riqueza. PRESUPUESTO MUNICIPAL: 150 reales, que se cubren por reparto.